# Хъдсън (река)
Вижте пояснителната страница за други значения на Хъдсън.
Хъ̀дсън, също Хъдзън (на английски: Hudson River) е река в североизточната част на САЩ, в щата Ню Йорк и по границата с щата Ню Джърси, вливаща се в Атлантическия океан. Дължината ѝ е 507 km, а площта на водосборния басейн 34 600 km².

## Извор, течение, устие
Река Хъдсън изтича от малко ледниково езеро, разположено но височина 874 m в планината Адирондак (част от Апалачите). В горното си течение е типична планинска река, с множество прагове и малки водопади, а след това на протежение от около 170 km тече в дълбока трогова долина. От град Трой коритото и добива форма на естуар с дълбочина до 3,5 m (в горната част), а надолу – до 14 m , като тук разширеното ѝ устие носи названието Аппър Бей. Чрез тесния (2 km) проток Те Нароус (между островите Статън Айлънд и Лонг Айлънд) се влива в залива Лоуър Бей на Атлантическия океан. По дъното на океана се простира подводна долина (т.н. Каньон на река Хъдсън), продължаваща надолу по дъното на океан на 200 – 250 km.

## Притоци, хидроложки показатели
Основният приток на река Хъдсън е река Мохок (225 km), вливаща се отдясно в нея при град Трой. Подхранването ѝ е предимно снежно-дъждовно. Среден годишен отток в средното течение (при град Меканиквил) 210 m³/s, максимален 3500 m³/s, в долното течение, съответно, 620 m³/s и 6100 m³/s. Морските приливи с височина до 1 m) се разпространяват нагоре по течението на 240 km от устието ѝ до преградната стена при град Трой, от където започва плавателният ѝ участък.

## Стопанско значение, населени места
Горното течение на Хъдсън лежи близко до водосборния басейн на река Сейнт Лорънс, с която е свързана чрез канал, езерото Шамплейн и река Ришельо. На запад също чрез река Мохок и система от канали (т.н. водна система Ню Йорк – Стейт Бридж канал) е съединена с езерата Ери и Онтарио. По течението ѝ са изградени големи ВЕЦ-ове (Шърмън айлънд, Спайр Фолс и др.). В устието ѝ е разположен големия мегаполис Ню Йорк, а нагоре по течението ѝ – градовете Трой, Олбани, Хъдсън, Кингстън, Пъкипсий, Нюбърг, Йонкърс.
Реката е наименувана в чест на Хенри Хъдсън – английски морски изследовател, плавал под холандски флаг за Нидерландската източноиндийска компания, който я изследва през 1609 г. Устието на реката е открито от италианския мореплавател Джовани да Верацано, плаващ за крал Франсоа I през 1524. Той е първият европеец, навлязъл в горната част на Нюйоркския залив, но сметнал, че реката е естуар. Холандците нарекли реката Северната река, а реката Делауеър – Южната река. Реката формирала гръбнака на холандската колония в Нова Нидерландия. Населението на колонията се е концентрирало около река Хъдсън. Стратегическото ѝ значение като път към вътрешността на страната води до продължило години съревнование между англичаните и холандците за контрол над реката и колонията.
През 18 век, долината на реката и жителите ѝ се превръщат във вдъхновение за Уошингтън Ървинг. През 19 век районът вдъхновява художниците от движението Хъдсън Ривър.